# Parlombuan
Parlombuan is een bestuurslaag in het regentschap Tapanuli Utara van de provincie Noord-Sumatra, Indonesië. Parlombuan telt 837 inwoners (volkstelling 2010).